# جنگ چارلی ویلسون
جنگ چارلی ویلسون (انگلیسی: Charlie Wilson's War) فیلمی آمریکایی در سبک زندگی‌نامه‌ای و کمدی-درام به کارگردانی مایک نیکولز است که در سال ۲۰۰۷ منتشر شد.
فیلم زندگی سیاسی و حواشی نمایندهٔ دموکرات مجلس ایالات متحده، چارلی ویلسون را در زمان جنگ شوروی در افغانستان را روایت می‌کند. او با افزایش بودجه برای کمک به جنگ با کمونیست‌ها در افغانستان نهایتأ باعث خروج شوروی ازاین کشور شد. فیلم نامزد پنج جایزهٔ گلدن گلوب و یک اسکار بود ولی هیچ‌یک را ازآن خود نکرد.

## داستان

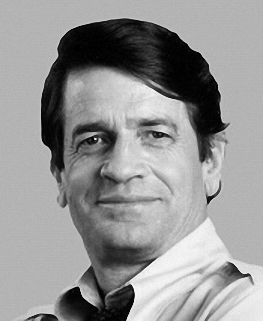
نماینده کنگره چارلی ویلسون (عکس حدود 1995، سن تقریباً 62)

در سال ۱۹۸۰، نماینده کنگره، چارلی ویلسون بیشتر از قانون‌گذاری به پارتی کردن علاقه داشت. او اکثرا جشن‌های بزرگی با کارمندان کنگره و زنان جوان جذاب برگزار می‌کرد. زندگی اجتماعی او سرانجام موضوع بازرسی فدرال شد، که توسط دادستان فدرال رودی جولیانی، درباره بازرسی بزرگتری در مورد رفتار‌های نادرستی که در کنگره انجام می‌شد گشت. این بازرسی‌ها اتهامی را متوجه ویلسون نکرد.
دوست و معشوقه رمانتیک او، جووان هرینگ، چارلی را ترغیت به کمک بیشتر به پشتون‌های افغانستان و دیدار با مقامات پاکستانی نمود. پاکستانی‌ها همواره از عدم کمک کافی ایالات متحده به پاکستان برای مقابله با شوروی شاکی بودند و آنها ویلسون را مجاب کردند تا از یک کمپ آوارگان افغانی دیدار نماید. نماینده کنگره از این  بازدید و شرایط زندگی آوارگان افغانی شدیدا متاثر شد و از اشتیاق آن‌ها به جنگ با شوروی متحیر شد؛ در عین حال از دیدن تاکید سی‌آی‌ای بر عملکرد و حمایت محدود از مجاهدین افغان در برابر شوروی ناامید شد. در بازگشت به ایالات متحده ویلسون تلاش‌های زیادی را برای افزایش حمایت از مجاهدین افغان رهبری نمود.

## بازیگران
- تام هنکس
- جولیا رابرتز
- فیلیپ سیمور هافمن
- امی آدامز
- امیلی بلانت
- شیری اپلبی
- ند بیتی
- ریچل نیکولز
- نوید نگهبان
- اوم پوری
- آهارون ایپاله
- شان توب
- سامی شیخ